# Uz-Pass
Der Uz-Pass (rumänisch Pasul Uz, ungarisch Rugát-hágó) ist ein Pass in Rumänien.  Wegen seiner strategischen Bedeutung war er im Ersten Weltkrieg, zwischen deutschen und österreichischen Einheiten einerseits und rumänischen Einheiten andererseits, hart umkämpft.

## Geografische Daten
Namensgebend für den Pass ist der Uz-Fluss. Der Pass befindet sich in den Ostkarpaten auf dem Teilgebirge des Munții Ciucului-Gebirges bei 1085 m zwischen den Gipfeln Cicinda (1197 m) im Norden und dem Gruiul Mare (1192 m) im Süden. Über den Uz-Pass verbindet die Kreisstraße (Drum județean) DJ 123 das Siebenbürgische Becken in Sânsimion im Kreis Harghita die Kreisstraße DJ 123A, bei Sânmartin die Nationalstraße Drum național 12 – Teilstrecke der Europastraße 578 – mit dem Drum național 12A in der Kleinstadt Dărmănești in der Westmoldau. Bei Sânsimion verläuft die Bahnstrecke Sfântu Gheorghe–Siculeni–Adjud hier im Olt-Tal.

## Sehenswürdigkeiten in der Nähe
- Poiana Uzului
- Ciomatu-Massiv (Sfânta Ana-See, das Naturschutzgebiet Tinovul Mohoș)
- Băile Tușnad
- Nemira-Gebirge
- Kriegsgräberstätte bei Valea Uzului (⊙) mit rumänischen, ungarischen, deutschen, italienischen, österreichischen, russischen und serbischen Kriegsopfer (1914–1918; 1944)

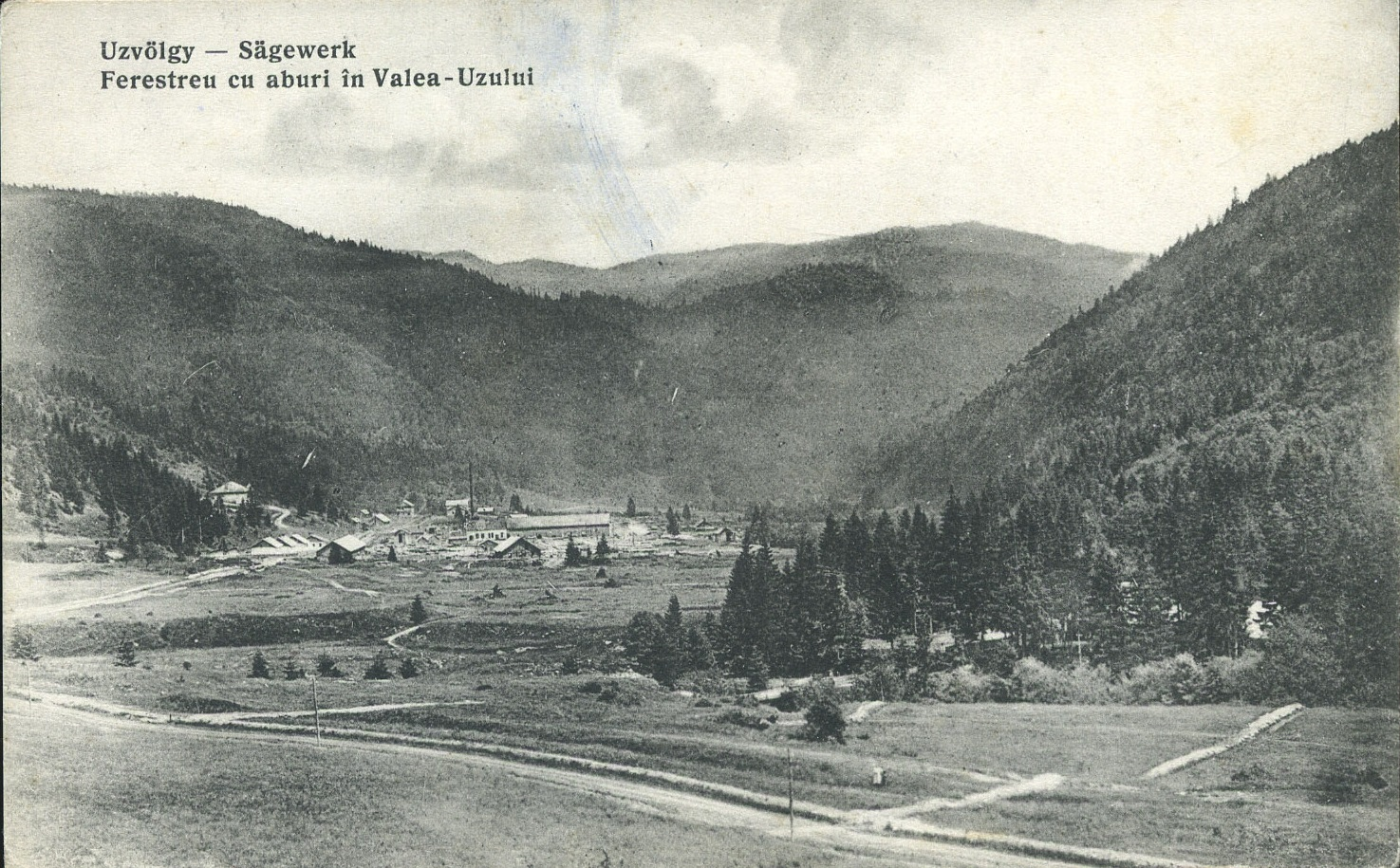
Dampfsägewerk im Uz-Tal
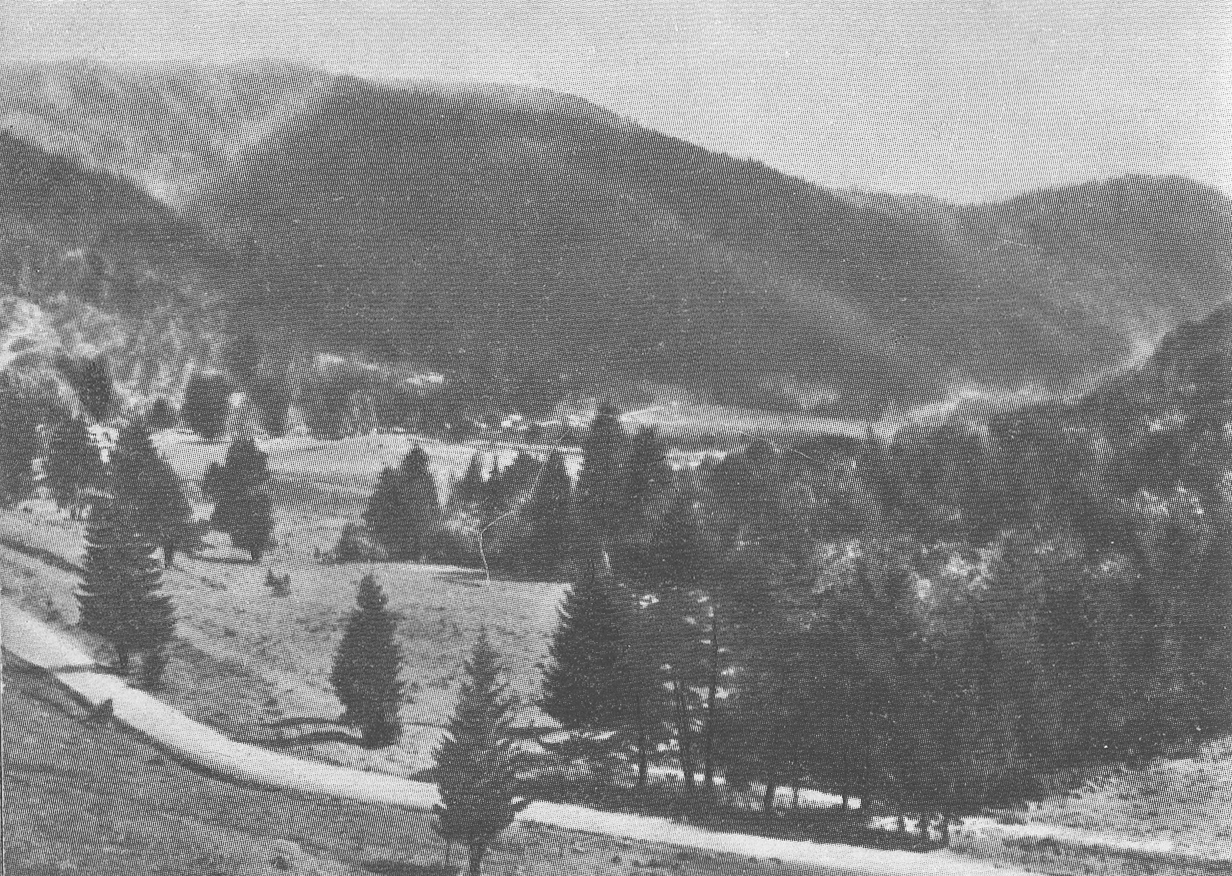
Bei Valea Uzului (vor 1980)
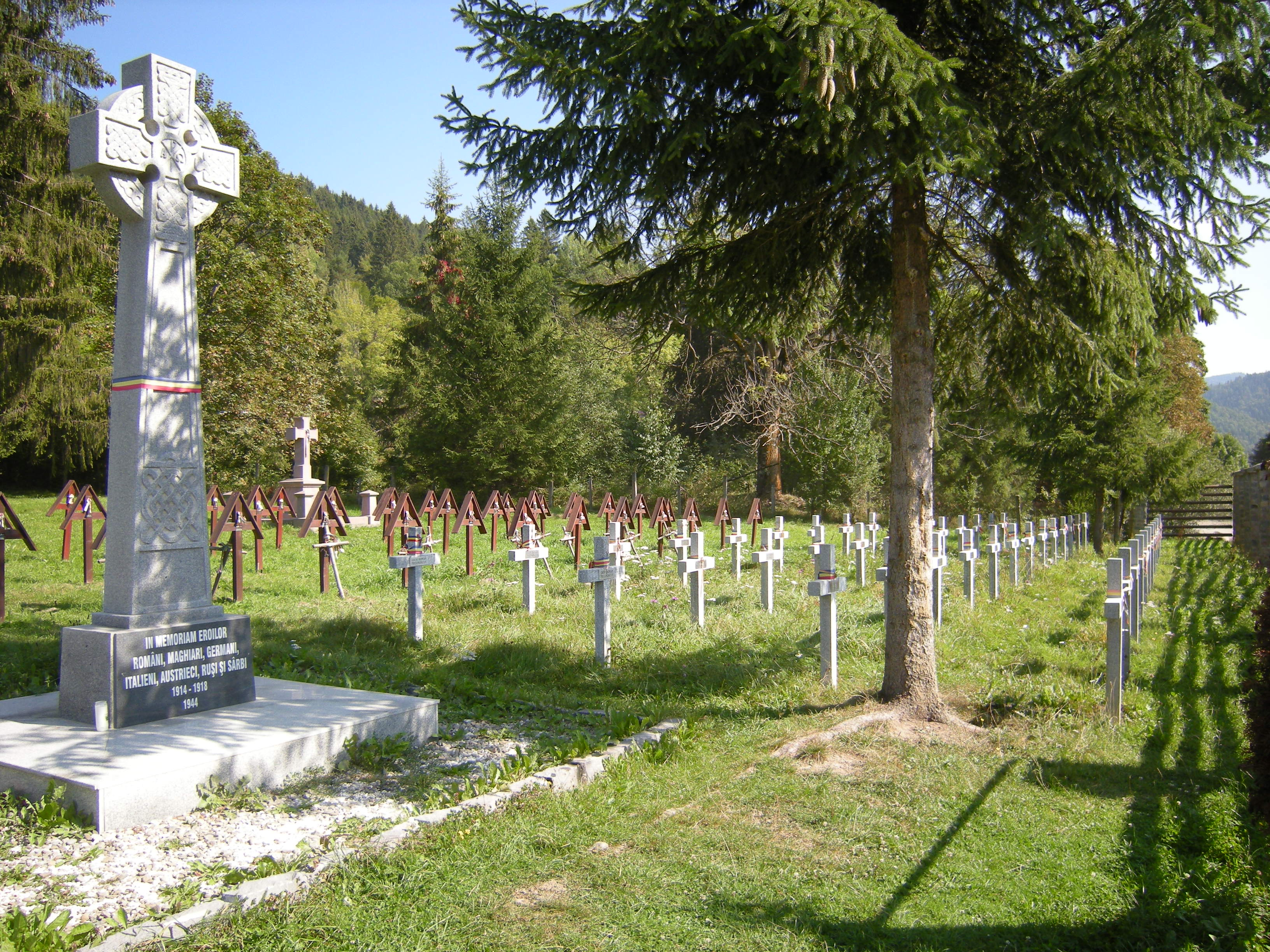
Mahnmal in der Kriegsgräberstätte
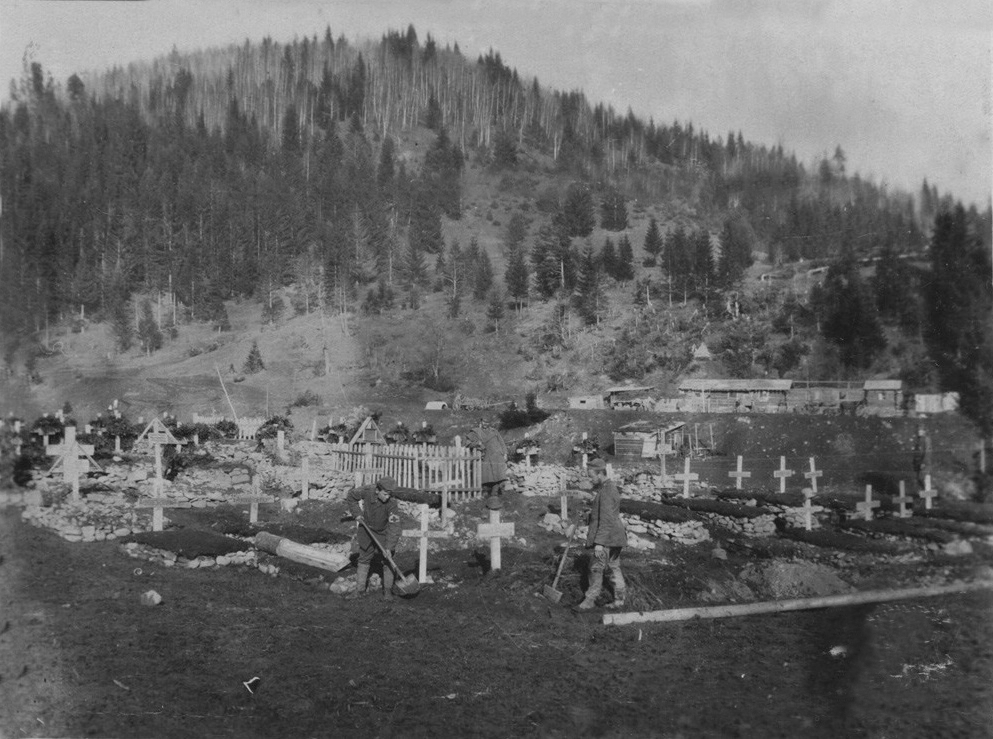
Teil des österreichisch-ungarischen Soldatenfriedhofs mit deutschen Totengräbern.